# Iulian Dăniță
Iulian Dăniță (n. 18 octombrie 1975, Buzău) este un jucător român de fotbal care joacă pe postul de fundaș la clubul FC Gloria Buzău.

## Activitate

### Juniorat
- Gloria Buzău 1982-1983
- Gloria Buzău 1983-1984
- Gloria Buzău 1984-1985
- Gloria Buzău 1985-1986
- Gloria Buzău 1986-1987
- Gloria Buzău 1987-1988
- Gloria Buzău 1988-1989
- Gloria Buzău 1989-1990
- Gloria Buzău 1990-1991
- Gloria Buzău 1991-1992

### Seniorat
- Gloria Buzău 1992-1993
- Gloria Buzău 1993-1994
- Gloria Buzău 1994-1995
- Constant Galați 1994-1995
- Dunărea Galați 1995-1996
- Dunărea Galați 1996-1997
- Dunărea Galați 1997-1998
- Astra Ploiești 1997-1998
- Astra Ploiești 1998-1999
- Dunărea Galați 1998-1999
- SV Sandhausen 1999-2000
- SV Sandhausen 2000-2001
- SV Sandhausen 2001-2002
- Tavriya Simferopol 2002-2003
- Chernomorets Novorossiysk 2003-2004
- Chernomorets Novorossiysk 2004-2005
- FK Metalist Kharkiv 2004-2005
- FC Drobeta Turnu Severin 2010-2011
- CF Brăila 2011-2012
- Olimpia Râmnicu Sărat 2012-2013
- CS Otopeni 2012-2013
- Gloria Buzău 2013-2014
- Gloria Buzău 2014-2015